# Exit (Hörspiel)
Exit (eigene Schreibweise: EXIT) ist ein Hörspiel von Michael Lentz aus dem Jahr 2005. Das Originalhörspiel wurde von der Abteilung Hörspiel und Medienkunst des Bayerischen Rundfunks (BR) unter Mitwirkung des Autors und ehemaligen Privatsekretärs Thomas Manns Konrad Kellen (eigentlich Konrad Katzenellenbogen) produziert. Die Ursendung fand am 23. Mai 2005 statt.

## Konzept
Die Idee des Stücks ist „das Hörspiel als Erinnerungs- und Vergegenwärtigungsmaschine, als Osmose zwischen 'Exil' und 'Exit'“ (BR). Ein Sprecher wird durch einen Zuhörer dazu angeregt, seine Erinnerungswelt nahezu bis ins Letzte auszubreiten. Teile des Hörspiels wurden ihrerseits in den Radio-Features Vielleicht ist es so... (SWR 2006) und Am Anfang war der Laut – Michael Lentz’ Arbeit am Wort zwischen Musik und Erzählung (DLF 2006) von Jochen Meißner verwendet. Darin sagt Lentz über Konrad Kellen: 
„Ich habe schon beim Telefonieren festgestellt, dass die Stimme ein eigenes Medium ist. Die Stimme ist schon Erzählung bei Konrad Kellen [...] Er spricht zwar Englisch, Katzenellenbogen, aber er hat ein forciertes Deutsch, das hat mich auf den ersten Moment völlig verwirrt. Eigentlich habe ich gedacht, mit dem musst du Englisch sprechen, der spricht kein Deutsch mehr. Der spricht Deutsch aber irgendwie als würde er daran hängen - mit einer Hand noch am Fels, kurz vorm Absturz.“

## Inhalt
Gegenstand des Experiments sind die Erinnerungen Konrad Kellens, der seit 1935 bis zu seinem Tod 2007 im amerikanischen Exil lebte. Durch die Montagetechnik des Autors werden Kellens unterschiedliche Schwerpunkte setzende Schilderungen zu einer verdichtet:

„Und dann natürlich in Amerika und in der Welt überhaupt haben dann die Leute geglaubt, das alles waren die Storm Troopers, die SA und die SS. / Wenn wir ja in eine Sprache so hineingearbeitet sind / dass also diese Bürger, die Kleinbürger und die Großbürger, dass die das so unterstützt haben, und das auch so wirklich genossen haben, wenn eine Sprache uns dermaßen überrannt hat / und sich vom Tausendjährigen Reich also diese Vorstellung gemacht haben. Das ist alles irgendwie nie beschrieben worden. / Wenn diese eine Sprache uns also umhüllt, einfriert, erkennbar macht / das hat natürlich auch damit zu tun, die Heiligkeit des Krieges. Wenn du im Kriege warst und nicht für dein Land, dann warst du ein schlechter Mensch.“